# Kriminaltechnisches Institut der Sicherheitspolizei
Als Kriminaltechnisches Institut der Sicherheitspolizei (KTI), in Darstellungen oft verkürzt nur Kriminaltechnisches Institut genannt, wurde ab 1939 eine Abteilung des Reichssicherheitshauptamtes (RSHA) geführt. Mitarbeiter des Kriminaltechnischen Instituts entwickelten und erprobten die technischen Möglichkeiten, Menschen massenhaft zu vergasen. Sie waren unmittelbar befasst mit den ersten Euthanasie-Morden durch Kohlenstoffmonoxidgas, unternahmen Versuche mit Motorabgasen und Sprengstoff in Mogilew und entwickelten die Gaswagen, die bei den Einsatzgruppen der Sicherheitspolizei und des SD und im Vernichtungslager Chelmno eingesetzt wurden. Das KTI wurde ferner zwischengeschaltet bei der Beschaffung von Kohlenstoffmonoxid oder Morphium-Scopolamin und Luminal, die zur Tötung behinderter Menschen verwendet wurden.

## Organisation
Das Kriminaltechnische Institut der Sicherheitspolizei ging aus der Chemischen Landesanstalt Stuttgart hervor, deren Abteilung für gerichtliche Chemie und Kriminaltechnik seit 1935 von Walter Heeß geleitet wurde. Im April 1938 wurde Heeß als Leiter des neu geschaffenen KTI im Reichskriminalpolizeiamt (RKPA) eingesetzt. Das RKPA bildete im 1939 neu geschaffenen Reichssicherheitshauptamt (RSHA) das Amt V und wurde vom SS-Brigadeführer und Generalmajor der Polizei Arthur Nebe geleitet.
Nach dem Geschäftsverteilungsplan von 1941 leitete Walter Heeß die „Gruppe V D: Kriminaltechnisches Institut der Sipo“, die aus drei Referaten bestand: Referat V D 1 – Spurenidentifikation (SS-Hauptsturmführer Walter Schade), Referat V D 2 – Chemie und Biologie (SS-Untersturmbannführer Albert Widmann) und Referat V D 3 – Urkundenprüfung (Kriminalrat Felix Wittlich). Im Frühjahr 1943 übernahm der Botaniker Otto Martin die Leitung der biologischen Abteilung im Referat V D 2.
Das KTI hatte seinen Sitz im Neubau des RKPA am „Werderschen Markt“ in Berlin. Im August 1943 wurde das KTI ins Herrenhaus Grambow bei Schwerin ausgelagert.

## Entwicklung der Methoden zur Massentötung durch Giftgas
Bereits im Planungsstadium der sogenannten Kinder-Euthanasie und Aktion T4 schaltete die Kanzlei des Führers das KTI ein, um ein geeignetes Tötungsverfahren zu finden. Der Referatsleiter Albert Widmann unternahm Tierversuche und empfahl die Verwendung von reinem Kohlenstoffmonoxidgas. Reichsärzteführer Leonardo Conti, der die Verabreichung von Spritzen mit Barbituraten ablehnte, äußerte sich zustimmend. Widmann besprach daraufhin mit Viktor Brack die technischen Einzelheiten.
Im Januar 1940 fand eine „Probevergasung“ im Alten Zuchthaus Brandenburg statt, bei der neben Widmann auch August Becker anwesend war, der im Dezember 1939 vom KTI zur Kanzlei des Führers abgeordnet wurde und später wieder von dort zurückkehrte. Nach Aussage von Becker führte Widmann die erste Vergasung selbst durch; er regulierte die Gasmenge und instruierte dabei zwei Ärzte.
Nach Zeugenaussagen wurde bereits Ende 1939 vom Sonderkommando Lange eine Zugmaschine mit Anhänger als mobile Gaskammer benutzt, um polnische Heilanstalten für Geisteskranke als Lazarette oder zur Raumbeschaffung für SS-Ersatzeinheiten „freizumachen“. In diese mobile Gaskammer wurde reines Kohlenstoffmonoxid aus Gasflaschen eingeleitet. Obwohl keine dokumentarischen Beweise erhalten sind, deuten Indizien darauf hin, dass das KTI an der Entwicklung dieses ersten Gaswagens beteiligt war.
Mitte August 1941 war der Reichsführer SS Heinrich Himmler in Baranowitschi und Minsk und beobachtete eine von Nebe auf seine Bitte durchgeführte Massenerschießung im Bereich der Einsatzgruppe B. Danach forderte er Arthur Nebe auf, nach Tötungsmethoden zu suchen, die für die Männer der Erschießungskommandos weniger belastend seien.
Arthur Nebe wandte sich über seinen Berliner Stellvertreter Paul Werner an Albert Widmann vom nachgeordneten KTI und ordnete Widmanns Erscheinen mit Sprengstoff an. Der anschließende Versuch, einen improvisierten Bunker mit „Geisteskranken“ zu sprengen, schlug fehl. Widmann erprobte in der Folge mit Nebe die Tötung mittels Autoabgasen an Patienten einer Anstalt in Mogilew in einer improvisierten Gaskammer. In einem Gebäude wurden die Fenster zugemauert und Rohre zum Einlassen der Abgase verlegt. Die Abgase des genutzten PKW zeigten zunächst nicht die gewünschte Wirkung. Als Nebe zusätzlich den Auspuff eines Mannschafts-LKW der Ordnungspolizei mit einem Schlauch an die Gaskammer anschloss, starben die Patienten. Diese Methode hatte für die Täter gegenüber der Verwendung von Kohlenmonoxid in Gasflaschen technisch-organisatorische Vorteile: letztere mussten aus Ludwigshafen beschafft werden.
Reinhard Heydrich stellte dem KTI die notwendigen technischen Hilfsmittel zum Bau der Gaswagen zur Verfügung. Er wandte sich Anfang Oktober 1941 an SS-Obersturmführer Walter Rauff, Leiter der Gruppe II D 3 (Technische Angelegenheiten) im RSHA, dessen Referat II D 3a (Kraftfahrwesen der Sicherheitspolizei) von SS-Hauptsturmführer Friedrich Pradel geleitet wurde.
Das KTI lieferte die Vorschläge zum Bau der Gaswagen, deren Motorabgase ins Innere des Kastenaufbaus eingeleitet wurden, erhob Messwerte und ermittelte die günstigsten Motordrehzahlen. Das Referat II D 3a, das für den Einsatz der Fahrzeuge der Sicherheitspolizei zuständig war, richtete zwei Serien von Wagen her: sechs kleine (Diamond und Opel-Blitz) und dann dreißig große (Saurer) Wagen. SS-Untersturmführer Becker fuhr auf Befehl Rauffs zu den Einsatzgruppen, um das Funktionieren der Gaswagen zu überprüfen und auftretende Mängel zu beheben.
Die ersten, der 30 bestellten Vergasungswagen wurden im Hof des RKPA erprobt und die Gaszusammensetzung gemessen. Bei einer der ersten „Probevergasung“ wenige Wochen später im KZ Sachsenhausen mit einem Prototyp des Gaswagens nahmen seitens des KTI Theodor Friedrich Leiding, Helmut Hoffmann und Walter Heeß teil. Der Chemiker Leiding sagte 1959 dazu aus: „Ich bin mal in diesen Wagen mit einer Gasmaske gestiegen, mit dem Auftrage, laufend Luftproben zu entnehmen. Diese Luftproben sind dann im Labor analysiert worden.“ Widmann selbst erläuterte später: „Der Sinn der Analyse war übrigens festzustellen, innerhalb welcher Zeit der CO-Gehalt im Wagen 1 % erreicht hat. Bei diesem CO-Gehalt tritt in kurzer Zeit tiefe Bewußtlosigkeit und dann der Tod ein.“

## Lieferant von Tötungsmitteln
Die Kanzlei des Führers benötigte große Mengen von Medikamenten, um die Euthanasie-Ärzte beliefern zu können. Zur Tarnung wurde das KTI eingeschaltet. Anfang 1940 sandte Widmann, der Leiter des Referats für chemische Untersuchungen, erstmals hochdosiertes Morphium-Scopolamin an Richard von Hegener von der KdF. Nach Kriegsbeginn bezog das KTI problemlos größere Mengen Luminal, Morphium u. ä. vom Sanitätsamt der Waffen-SS und leitete es weiter.
Auch das tödliche Kohlenstoffmonoxidgas, das in Druckgasflaschen von der BASF in Ludwigshafen angeliefert werden musste, wurde über das KTI bestellt und verteilt.
Das KTI erhielt Ende 1943 oder Anfang 1944 aus Minsk ein sowjetisches Giftgeschoss zur Untersuchung. Widmann selbst entwickelte im Frühjahr 1944 Giftgeschosse, die nach der Haager Landkriegsordnung geächtet waren. Im September 1944 unternahm Joachim Mrugowsky im Beisein Widmanns einen Menschenversuch mit vergifteter Munition, bei dem drei von fünf Opfern starben.
Offenbar verfügte das KTI im Truppen- wie auch im Häftlingslager des Konzentrationslagers Sachsenhausen über Werkstätten. Möglicherweise hat das KTI dort die Apparatur entwickelt, die in Sachsenhausen zu Tötungen durch Giftgas benutzt wurde.
Das KTI stellte auch die Glasphiolen mit Zyankali her, die zunächst aufgeflogenen deutschen Agenten, später hohen NS-Funktionären beim Zusammenbruch des Dritten Reiches zur Selbsttötung dienten. Mit diesen tötete sich später unter zahlreichen weiterer NS Prominenz unter anderem Hitler seine Frau Eva Braun. Die Kinder der Familie Goebbels wurden mit ihnen ermordet. Nach seiner Verhaftung tötete sich auch Himmler mit dem Inhalt einer Glasphiole des KTI.

## Zahngold
Nach Aussage von Friedrich Lorent, seinerzeit Hauptwirtschaftsleiter der Euthanasie-Zentrale und auch mit der Verwertung von Schmuck und Zahngold aus Vernichtungslagern der Aktion Reinhardt betraut, wurde dieses vor dem Einschmelzen an Albert Widmann vom KTI geschickt. Paul Werner, Stellvertreter von Arthur Nebe und damit Vorgesetzter Widmanns, erinnerte sich bei seiner Vernehmung, es sei technisch nicht ganz einfach gewesen, das Gold von den Zähnen zu lösen. Nach anderer Aussage wurden gesammelte Goldzähne durch Sonderkuriere an die Zentraldienststelle T4 geliefert.